# Barcial del Barco
Barcial del Barco è un comune spagnolo di 313 abitanti situato nella comunità autonoma di Castiglia e León.